# Бочаров, Александр Дмитриевич
Алекса́ндр Дми́триевич Бочаро́в (21 октября 1919, Петроград — 17 октября 2000, Санкт-Петербург) — советский архитектор, проектировавший жилые дома, научные комплексы, общественные здания. Участник Великой Отечественной войны.

## Биография
Родился в Петрограде 5 ноября 1919 года. Участвовал в Великой Отечественной войне, в 1941 году был одним из первых участников ночных бомбардировок Берлина. С 1945 по 1950 годы учился на архитектурном факультете в Академии художеств СССР (ныне Российская академия художеств). Дипломный проект А. Д. Бочарова «Высотный дом для проектных организаций на морской набережной Васильевского острова» был признан лучшим на курсе.
Работал в Ленакдемпректе (ныне Гипронии Академии наук). Участвовал в реставрации Ботанического сада, Казанского собора, памятников г. Пушкина и других объектов ведомства Академии наук СССР
В 1954 году А. Д. Бочаров выполнил свой первый самостоятельный проект: здание очистительных сооружений в комплексе Пулковской обсерватории. В этом же году им был создан памятник на могиле летчиков-героев на Серафимовском кладбище. Памятник представлял собой полированную стелу с надписями и опорный блок с барельефом.
Работая в Гипронии, совместно с Ю.В. Билинским в течение двух лет (с 1953—1955 годы) занимается проектированием ансамблей зданий Академии наук в г. Фрунзе (ныне Бишкек).
В архитектуре зданий Академии наук впервые во Фрунзе были применены солнцезащитные козырьки над окнами как функциональный и одновременно композиционный элемент решения фасадов. На зданиях также были устроены плоские кровли с внутренним водостоком, которые используются в жаркое время года в качестве дополнительных площадей для работы и отдыха. Для защиты кровли от солнца были устроены специальные навесы с косочно-решетчатыми покрытиями.
А. Д. Бочаров также совместно с Ю.В. Билинским проектирует ансамбль здании Академии наук в Ашхабаде.
С 1963 по 1975 годы А. Д. Бочаров возглавляет мастерскую в Лензнииэпе. В этот период он участвует в экспериментальном проектировании типовых жилых домов.
В этот период под руководством А. Д. Бочарова выполнены следующие проекты:
— Многосекционные 2-3 этажные сельские дома из ячеистого бетона. В таких домах были двух-трехуровневые квартиры и каждая семья имела доступ к собственному небольшому земельному участку. По сути, это были советские таунхаусы. Такие комплексы были построены в ряде населенных пунктов Ленинградской области: Любань, Сельцо, Грузино и так далее.
— Типовые крупнопанельные жилые дома серий 126 и 150 для строительства на вечномерзлых грунтах Крайнего Севера. Дома этой серии были построены в Якутске, Норильске, Воркуте и других городах Заполярья.
Также в 1966 году совместно с Ю. В. Билинским и Г. А. Михалойвым создает проект подземного зала станции метро «Маяковская».
В 1975 году А. Д. Бочаров возглавляет Гипронии, где руководит работой по проектированию академгородка в Шувалове, комплексами астрономической науки в Пулкове, Крыму и на Северном Кавказе.
Среди последних проектов А. Д. Бочарова: оранжерейный комплекс для детского кардиологического санатория в Дюнах, работы по реконструкции ряда домов и памятников в Александро-Невской лавре.